# Eumecia
Eumecia – rodzaj jaszczurek z podrodziny Mabuyinae w rodzinie scynkowatych (Scincidae).

## Zasięg występowania
Rodzaj obejmuje gatunki występujące w Angoli, Demokratycznej Republice Konga, Kenii, Tanzanii, Zambii i Malawi. 

## Systematyka

### Etymologia
Eumecia: wariant nazwy Eumeces Wiegmann, 1834 (gr. ευμηκης eumēkēs „długi, wielki, wysoki”, od ευ eu „dobry”; μηκος mēkos „moc, wielkość”).

### Podział systematyczny
Do rodzaju należą następujące gatunki: 
- Eumecia anchietae Bocage, 1870
- Eumecia johnstoni (Boulenger, 1897)